# مارك نيلسون (لاعب كريكت)
مارك نيلسون (24 سبتمبر 1986 في المملكة المتحدة - ) (بالإنجليزية: Mark Nelson)‏ هو لاعب كريكت بريطاني. لعب مع نادي مقاطعة نورثامبتونشير للكريكت ‏ ونادي مقاطعة بيدفوردشير للكريكت ‏.

## وصلات خارجية
- مارك نيلسون على موقع إي آس بي آن كريك إنفو (الإنجليزية)